# Liberty (Tennessee)
Liberty es un pueblo ubicado en el condado de DeKalb en el estado estadounidense de Tennessee. En el Censo de 2010 tenía una población de 310 habitantes y una densidad poblacional de 106,68 personas por km².

## Geografía
Liberty se encuentra ubicado en las coordenadas 36°0′19″N 85°58′41″O / 36.00528, -85.97806. Según la Oficina del Censo de los Estados Unidos, Liberty tiene una superficie total de 2.91 km², de la cual 2.91 km² corresponden a tierra firme y (0%) 0 km² es agua.

## Demografía
Según el censo de 2010, había 310 personas residiendo en Liberty. La densidad de población era de 106,68 hab./km². De los 310 habitantes, Liberty estaba compuesto por el 99.35% blancos, el 0% eran afroamericanos, el 0% eran amerindios, el 0% eran asiáticos, el 0% eran isleños del Pacífico, el 0% eran de otras razas y el 0.65% pertenecían a dos o más razas. Del total de la población el 0.65% eran hispanos o latinos de cualquier raza.